# Pityophagus quercus
Pityophagus quercus – gatunek chrząszcza z rodziny łyszczynkowatych i podrodziny Cryptarchinae.

## Taksonomia
Gatunek ten opisany został po raz pierwszy w 1877 roku Edmunda Reittera.

## Morfologia
Chrząszcz o ciele długości od 5,2 do 7 mm, nieco walcowatym, sklepionym i w zarysie wydłużonym z niemal równoległymi bokami; największy spośród europejskich jadachów. Ubarwienie ma czerwonobrunatne. Punktowanie całego wierzchu ciała jest równomierne i silne, na pokrywach silnie powydłużane i z jakby źreniczkami. Głowa ma niemal płaskie oczy. Czułki wieńczą buławki o owalnym kształcie. Przedplecze jest niewiele szersze niż dłuższe, z zaokrąglonymi kątami tylnymi i lekko przed tymiż kątami wciętymi krawędziami bocznymi. Odnóża przedniej pary charakteryzują się goleniami w kątach zewnętrzno-wierzchołkowych pozbawionymi dużego i hakowatego zęba, a co najwyżej opatrzonymi bardzo krótkim i małym, niewystającym dozewnętrznie ząbkiem. Stopy mają rozszerzone człony od pierwszego do trzeciego.

## Ekologia i występowanie
Owad o słabo zbadanej biologii i ekologii, zasiedlający stare lasy liściaste. Postacie doskonałe znajdywane są pod korą i na korzeniach starych dębów, w tym burgundzkiego, korkowego, omszonego, pirenejskiego, węgierskiego. Przypuszczalnie chrząszcz ten jest drapieżnikiem lub komensalem kornikowatych.
Gatunek palearktyczny, europejski, podawany z północnej Hiszpanii, południowej Francji, Włoch, Polski, Czech, Słowacji, Węgier, Białorusi, Rumunii, Bułgarii, Bośni i Hercegowiny, Macedonii Północnej i Grecji. W Polsce stwierdzony jednokrotnie, w Puszczy Białowieskiej.  Na „Czerwonej liście gatunków zagrożonych Republiki Czeskiej” umieszczony jest jako gatunek regionalnie wymarły (RE).